# Reserva Extrativista Lago do Cedro
A Reserva Extrativista Lago do Cedro é uma unidade de conservação federal do Brasil categorizada como reserva extrativista e criada por Decreto Presidencial em 11 de setembro de 2006 numa área de 17.337 hectares no município de Aruanã (Goiás).
Trata-se de uma área criada para proteger os meios de vida e a cultura de populações tradicionais que vivem às margens do rio Araguaia, assegurando a sustentabilidade dos recursos naturais.